# 구계서원 (경북)
구계서원(龜溪書院)은 대한민국 경상북도 경산시에 위치한 조선 시대의 서원이다. 1696년에 창건되었으며, 우탁(禹倬)을 제향하고 있다.